# Detlef Karsten
Detlef Karsten (* 18. Januar 1958 in Hannover; † 17. Januar 2017 in Verl) war ein deutscher zeitgenössischer Künstler.

## Biografie
Detlef Karsten studierte Kunsterziehung und Kunstgeschichte an der Johannes Gutenberg-Universität Mainz von 1979 bis 1985. Danach führte er von 1985 bis 1988 seine Studien der Malerei an der Städelschule in Frankfurt am Main fort.
Nach mehreren Kunstauftritten – sogenannte Performances – und Kunstaktionen in Zusammenarbeit mit anderen Künstlern und Einrichtungen, in welchen er verschiedene Kunstarten miteinander verband, verlegte sich der Künstler mehr auf die Malerei und Bildhauerei.
Im Jahre 1988 begann Detlef Karsten seine Tätigkeit als freischaffender Künstler in Wiesbaden.
Nachdem Karsten ein Kunst-Atelier in Wiesbaden betrieb, verlegte er, in den 1990er-Jahren seinen Lebens- und Arbeitsschwerpunkt auf die Mittelmeerinsel Ibiza.
Hier entstanden in Zusammenarbeit mit der Künstlerin Jutta Gruhlke weitere Werke. 
Im Jahr 2000 eröffnete Karsten dann sein Atelier auf Ibiza in einer alten Grundschule.
Seit Anfang des Jahres 2007 lebte und arbeitete Detlef Karsten in der Kleinstadt Verl bei Gütersloh in Nordrhein-Westfalen.
Durch das Leben im ländlichen Milieu entstanden hier Bilder von ganz spezieller Ausdruckskraft.

## Ausstellungen und Auftritte
- 1989: „Wiesbadener Sommers“: Projekt „Stadtoper 696“, Performance
- 1992: Jahresgabe für den Nassauischen Kunstverein Wiesbaden
- 1994: Member of the BBK Wiesbaden; Launch of a artist run gallery in Wiesbaden with Udo W. Gottfried. Dance -Theaterproject „Meile“ (with OSM-Theater)
- 1995: Performance „Das Geläut“ (mit Axel Schweppe und Max Schubert) in München und Wiesbaden.
- 1995: Sculptures - First works made out of wood: Performance action: Art in the vineyard of Wiesbaden (with motor saw)
- 2000: Studio in Ibiza
- 2005: Studio in Wiesbaden

## Solo-Ausstellungen (Auswahl)
- 1988: „Hinterhaus Galerie“, Wiesbaden (heute Thalhaus)
- 1988: Erste Solo-Ausstellung in der Kellergalerie der „Büchergilde Gutenberg“, Wiesbaden
- 1989: Ladengalerie der Büchergilde Gutenberg, Frankfurt am Main
- 1990: Bellevue-Saal, Wiesbaden
- 1992: Galerie Büchergilde Gutenberg, Hamburg
- 1993: BGAG (Bank), Frankfurt am Main
- 1993: Galerie Nr. 9 (Kleinpaul), Hofheim
- 1994: Produzentengalerie, Wiesbaden
- 1996: Galerie der Büchergilde Gutenberg, Düsseldorf
- 1996: Galerie der Büchergilde Gutenberg, Frankfurt am Main
- 1998: Museum Wehener Schloß
- 1999: Kellergalerie Büchergilde Gutenberg, Wiesbaden
- 2000: Büchergilde Gutenberg, Buchhandlung & Galerie, Frankfurt am Main
- 2000: Galerie Artenreich, Chemnitz
- 2001: Altes Magazin, Ibiza
- 2001: Galerie Borssenanger, Chemnitz
- 2001: Illustrations for a childsbook: Drawings
- 2002: „Your Cube“
  - Juni: Essen
  - September–Oktober: Wetzlarer Kunstverein
  - November: Berlin
  - November–Januar: Hamburg
- 2003: Galerie Grawitz Wiesbaden
- 2006 Privat Ausstellung in Frankfurt am Main.
- 2007 Privat Ausstellung in Essen.
- 2007 Ausstellung im Kunstforum Schloß Holte Stukenbrock.
- 2008 Sommeratelier in der Galerie "Die Rampe" in Bielefeld (Juli/August)
- 2010 Ausstellung im Kulturzentrum Altenkamp in Schloss Holte - Stukenbrock
- 2010 Galerie 33 in Essen, Beitrag zur Kulturhauptstadt 2010 (Ganzjährig)
- 2010 Ausstellung im Internationalen Club im Auswärtigen Amt Berlin (bis Ende Januar 2011)

## Gruppen-Ausstellungen / „Kunst-Aktionen“ (Auswahl)
- 1997: ZusammenKunst, Ausstellung und Performance:
  - Villa Clementine, „Weibsbilder“, Wiesbaden
  - „Erzählung“ im Nassauischen Kunstverein Wiesbaden
- 1997: Kunst im Weinberg, Wiesbaden
- 1999: „Multiple“, Webergasse 49, Wiesbaden
- 1999: Kopf an Kopf, Webergasse 49, Wiesbaden
- 1999: Galerie backyard, Wiesbaden
- 2001: Altes Magazin, Ibiza (mit Zoulou)
- 2002: Altes Magazin, Ibiza (mit Lothar Schliemann)
- 2004: Kunstverein Walkmühle Ausstellung „Chair“
- 2004: Essen Ausstellung „your cube“ mit Zoulou „Fruits and other creatures“
- 2005: Kunstverein Walkmühle: performance with Dirk Marwedel on the subject „Fire“, Düsseldorf

- 1988: Projekt Mira, Kunsthaus Wiesbaden
- 1989: „Wiesbadener Sommer“: Projekt: Stadtoper 696, Performance
- 1990: Galerie Rebecca, Ljubljana
- 1993: Galerie Bauer Kastellaun
- 1994: Holzskulpturenprojekt, Kunsthaus Wiesbaden
- 1996: Kunst im Weinberg, Wiesbaden

### Kunstmessen
- 1991: Art Hamburg (Graphikmesse)
- 1996: Kunstmarkt Dresden
- 1997: Art multiple Düsseldorf
- 1997: Kunstmarkt Dresden
- 1998: Kunstmarkt Düsseldorf
- 1998: Art multiple Düsseldorf
- 2001: Kunstmesse Köln
- 2002: Kunstmesse Köln
- 2004: Kunstmesse Köln